# Nicolas Floc'h
 (juillet 2023).
La mise en forme du texte ne suit pas les recommandations de Wikipédia : il faut le « wikifier ».
Les points d'amélioration suivants sont les cas les plus fréquents. Le détail des points à revoir est peut-être précisé sur la page de discussion.
- Les titres sont pré-formatés par le logiciel. Ils ne sont ni en capitales, ni en gras.
- Le texte ne doit pas être écrit en capitales (les noms de famille non plus), ni en gras, ni en italique, ni en « petit »…
- Le gras n'est utilisé que pour surligner le titre de l'article dans l'introduction, une seule fois.
- L'italique est rarement utilisé : mots en langue étrangère, titres d'œuvres, noms de bateaux, etc.
- Les citations ne sont pas en italique mais en corps de texte normal. Elles sont entourées par des guillemets français : « et ».
- Les listes à puces sont à éviter, des paragraphes rédigés étant largement préférés. Les tableaux sont à réserver à la présentation de données structurées (résultats, etc.).
- Les appels de note de bas de page (petits chiffres en exposant, introduits par l'outil «  Source ») sont à placer entre la fin de phrase et le point final[comme ça].
- Les liens internes (vers d'autres articles de Wikipédia) sont à choisir avec parcimonie. Créez des liens vers des articles approfondissant le sujet. Les termes génériques sans rapport avec le sujet sont à éviter, ainsi que les répétitions de liens vers un même terme.
- Les liens externes sont à placer uniquement dans une section « Liens externes », à la fin de l'article. Ces liens sont à choisir avec parcimonie suivant les règles définies. Si un lien sert de source à l'article, son insertion dans le texte est à faire par les notes de bas de page.
- La présentation des références doit suivre les conventions bibliographiques. Il est recommandé d'utiliser les modèles {{Ouvrage}}, {{Chapitre}}, {{Article}}, {{Lien web}} et/ou {{Bibliographie}}. Le mode d'édition visuel peut mettre en forme automatiquement les références.
- Insérer une infobox (cadre d'informations à droite) n'est pas obligatoire pour parachever la mise en page.

Pour une aide détaillée, merci de consulter Aide:Wikification.
Si vous pensez que ces points ont été résolus, vous pouvez retirer ce bandeau et améliorer la mise en forme d'un autre article.
 (juillet 2023).
L'article doit être relu — et modifié si nécessaire — par des contributeurs indépendants pour apporter un regard critique aux contributions effectuées en violation des conditions d'utilisation de Wikipédia, tant sur la forme (notamment concernant le style encyclopédique, la proportionnalité) que sur le fond (la neutralité de point de vue, la qualité et l'indépendance des sources).
Nicolas Floc’h est un artiste plasticien et photographe né en 1970 à Rennes, dont le travail se situe à la croisée des arts et des sciences. Marin et plongeur, il vit et travaille entre Paris et la Bretagne.
Son travail, à la fois documentaire et artistique, est lié à l’idée de processus : ses projets sont en évolution permanente, conceptualisant et questionnant une période actuelle où les flux, la disparition et la régénération occupent une place capitale.
L'artiste interroge la notion de paysage, en particulier sous-marin, mais aussi l’habitat, la biodiversité, le climat et la productivité. L’ensemble de son œuvre admet un certain prisme écologique.
Depuis 2010, la production de Nicolas Floc’h se concentre sur la représentation du monde sous-marin, qu’il envisage comme un lieu d’exploration et de création. Son œuvre s’articule autour deux séries principales, Structures productives et Paysages productifs, qui se subdivisent en divers projets croisant les modes de création.
Sa production photographique, documentaire et plastique, vise notamment à sensibiliser le public aux écosystèmes menacés des fonds sous-marins, ainsi qu’à redéfinir la représentation des paysages subaquatiques en photographie au regard de l’histoire de la photographie de paysage.

## Débuts
En 1995, Nicolas Floc’h réalise la série Écritures productives, qui contient en germe le fil conducteur de ses productions futures. Il s’agit d’un travail autour de la métonymie, pour lequel l’artiste écrit des mots dans la nature en utilisant les matériaux qu’ils désignent sémantiquement (le mot « salade » écrit en plantant des salades), faisant se superposer le fond et la forme.
Le projet « poisson » s’inscrit dans cette série. Dans la nuit du 21 au 22 octobre, l’artiste et son équipe tentent d'écrire le mot « poisson » au fond de la mer en utilisant un chalutier, dirigé de façon que sa course suive le tracé des lettres composant le mot. Cherchant à rendre cette écriture « productive »,  les acteurs du projet pêchèrent et mirent en vente les poissons pris dans le filet-mot.
Les photographies retracent le déroulement du projet étape par étape, de la pêche à la vente du produit sur le marché de Talensac à Nantes. 
En 2000, Nicolas Floc’h réalise le projet Peintures recyclées, qu’il relance à Nice en 2014. L’artiste récupère auprès d’artistes des toiles qu’ils n’envisagent pas d’exposer pour en recycler la matière : la peinture est alors remise en tube, répertorié au nom de l’artiste qui s’en est servi.

## Structures productives
Dans le cadre de la série Structures productives, amorcée en 2010, Nicolas Floc’h s’intéresse aux récifs artificiels. Il s’engage dans un projet sur le long terme, au cours duquel il explore des paysages subaquatiques en France, au Portugal, et au Japon. Il réalise des plongées pour observer et photographier ce que l’artiste considère être d’étonnantes villes sous l’eau. Ce travail d’étude et d’inventaire aboutit en une série de sculptures et de photographies.
À Nice, Nicolas Floc’h prolonge des récifs artificiels en utilisant divers matériaux, notamment des cordages.  En parallèle, il mène un travail de sculpteur en transposant ces architectures immergées dans l’espace d’exposition.

## Paysages productifs
En 2015, Nicolas Floc’h entame une nouvelle série photographique intitulée Paysages productifs, qui s’inscrit dans la continuité de sa précédente série Structures productives. Elle correspond à une suite de projets, à travers lesquels l’artiste souhaite représenter la productivité de l’écosystème aquatique pour en affirmer l’importance, mais également pour traduire en images les phénomènes sous-jacents qui s’y manifestent dus au réchauffement climatique.

### Invisible/Parallèle
Parmi les projets de Paysages Productifs, on compte notamment Invisible/Parallèle pour lequel l’artiste a arpenté les 162 km du littoral méditerranéen qui relient La Ciotat à Marseille, et plongé aux alentours des îles de Port Cros, Porquerolles et du Levant. Pour mener ce projet, qui répond à la première commande publique du ministère de la Culture concernant le milieu sous-marin, l’artiste a effectué, entre 2018 en 2020, 60 plongées et 30.000 prises de vues. Les tirages finaux composent une documentation permettant de rendre compte des effets de l’activité humaine sur les écosystèmes aquatiques.

### Deep Sea
Avec le projet Deep Sea, réalisé en 2021 en partenariat avec l’Ifremer dans le cadre de la campagne océanographique Chereef, Nicolas Floc’h se concentre sur les paysages sous-marins abyssaux. Dans le cadre de cette « exploration artistique » , l’artiste a passé 21 jours à bord du navire Thalassa, et a greffé son appareil photographique sur le robot sous-marin HROV Ariane. Celui-ci est descendu entre 700 et 1 800 mètres de profondeur dans le canyon de Lampaul. À la différence des prises de vues en plan serré destinées à la recherche scientifique, les photographies de Deep Sea sont des panoramas. Le regard de l’artiste se veut ainsi préservé.

### Bulles
Nicolas Floc’h a également reçu une commande, FLUX, de la part du Centre national des arts plastiques (Cnap) pour laquelle il a mené le projet photographique Bulles en collaboration avec les scientifiques de l’expédition Tara Pacifique. Durant cette résidence sur le bateau de recherche Tara, il met en image le Kuroshio, « courant noir », de Tokyo à Keelong. Il se focalise notamment sur les sites de Shikine et Iwotorijima, petites île volcaniques qui intéressent l’artiste pour l’acidité du pH dans ces zones, ayant un impact notable sur leur écosystème.

### Initium maris
Le projet Initium Marisse présente comme une expédition artistique au large de la Bretagne, de Saint-Malo à Saint-Nazaire. Ce projet s’appuie sur un protocole défini par un consortium scientifique : l’artiste a documenté son voyage, pour représenter les transformations des paysages sous-marins en lien avec les activités humaines qui y ont lieu. Si des scientifiques ont contribué à permettre la réalisation de cette série photographique, il ne s’agit pas d’un travail purement descriptif. À la neutralité de l’œil du chercheur, Nicolas Floc’h confronte le regard de l’artiste et déploie une esthétique fantasmagorique et onirique. Il poétise l’environnement sous-marin, en donnant forme et en poursuivant l’imaginaire du spectateur.

### La couleur de l’eau
Avec son projet La couleur de l’eau, Nicolas Floc’h rompt avec le noir et blanc qui caractérise son œuvre. Il entend donner à voir les évolutions du milieu aquatique, mais cette fois-ci à travers la variation des teintes de l’eau. L’artiste explique que la couleur de l’eau est révélatrice de sa composition, et donc de sa bonne ou mauvaise santé : « C’est l’invisible - les phytoplanctons - qui rend visible ». En cela, les changements chromatiques de l’eau sont révélateurs de la qualité « productive » de cet environnement et de l’état de son écosystème.
À l’instar de ses autres projets, La couleur de l’eau répond à des enjeux autant esthétiques que scientifiques : les photographies doivent également servir de support d’analyse scientifique.

#### Fleuves-Océan
Dans le cadre de sa résidence « Villa Albertine » à la fondation Camargo Mississippi, l’artiste développe Fleuves-Océan, qui s’inscrit dans le projet La couleur de l’eau. Pour cela, il observe les flux aquatiques, cette fois depuis la surface. Aussi le point de vue adopté pour ce projet « tend à compléter la lecture que nous avons de l’océan mais à partir de la terre, espace complémentaire et nourricier, révélant le rapport symbiotique des milieux ». Les photographies de Fleuves-Océan ont été prises en suivant le parcours tracé par le Mississippi, de sa source à son embouchure, en passant par ses affluents. Les monochromes retracent l’itinéraire de l’artiste, ses déplacements horizontaux, et verticaux, en montrant les changements de couleurs à différents niveaux de profondeur.

## Expositions
L’artiste a eu plusieurs expositions personnelles en France (Centre d’art GwinZegal de Guingamp, MAC/VAL, Musée des beaux-arts de Calais, Villa Noailles à Hyères, Frac PACA, Frac Bretagne, Frac Nord-Pas de Calais…) et à l’étranger (Kennedy Center à Washington, fondation Thalie à Bruxelles, MMAM de Moscou, Kyocera Kyoto art Museum, Glasgow School of Art).
Ses œuvres sont également présentées dans plusieurs institutions dans le cadre d’expositions collectives : à la Fondation Ricard, au Palais de Tokyo, au Centre Pompidou, à la Fondation Carmignac de Porquerolles ou encore au musée d’art contemporain de Séoul.
En 2018, il est lauréat de la commande photographique nationale Flux, une société en mouvement puis de la commande publique artistique en 2019 pour son projet Invisible avec le Parc national des Calanques, en partenariat avec la Fondation Camargo. En 2022, le CNAP lui attribue une bourse de soutien à la photographie documentaire contemporaine. La même année, il est l’un des premiers résidents de la Villa Albertine aux États-Unis.

## Publications
- Initium Maris, Carnet de bord, 2020-21, 2/3, Edition Gwinzegal, 2022
- Invisible Parallèle, Iles de Lérins, texte de Léa Bismuth, Edition In fine, Paris, 2022
- Deep Sea, Initium Maris, monographie, texte de Michel Poivert, Roma Publication, Amsterdam, 2022
- Initium Maris, Carnet de bord, 2019, 1/3, Edition Gwinzegal, 2020
- Invisible, monographie, textes de Muriel Enjalran, Pascal Neveux, Gilles Clément, Nicolas Floc’h, Roma Publication, Amsterdam, 2020
- GLAZ, monographie, textes de Catherine Elkar, Jean-Marc Huitorel, Yves Hénocque et Nicolas Floc’h, Edition Frac Bretagne / Roma Publication, Amsterdam, 2018
- Le grand troc, el gran trueque, a gran,de Troca , textes de Anastassia Makridou-Bretonneau et Julien Bézille, Edition Frac Bretagne / Naima, paris, 2018
- Le Journal de B.O.A.T®. n°3, Editions EESAB, 2016
- Le Journal de B.O.A.T® . n°2, Editions EESAB, 2016
- Trois commandes, Nicolas Floc’h, texte d’Estelle Zhong-Mengual ; entretien avec Nicolas Floc’h par Anastassia Makridou-Bretonneau et Éric Foucault, Les presses du réel et Eternal Network, 2015
- Le Grand Troc, Vitry-sur-Seine, MAC/VAL, 2015
- Le Journal de B.O.A.T®. n°1, Edition EESAB, 2015
- Participa(c)tion, Vitry-sur-Seine, MAC/VAL, 2014
- Ulysses n°21, Semaine hors-série, 2013
- The Floating Admiral, Palais de Tokyo, Paris, 2013
- Performing film, Coreana Museum of Art, Séoul, Corée, 2013
- Acid#2, 19/80 Editions, Paris, 2013
- Ouessant, résidences au sémaphore du Créac’h, édition Label Hypothèse, 2013
- Danser sa vie, Editions du Centre Pompidou, Paris, 2011
- Coquillages et Crustacés, Musée des beaux-arts, Brest ; MIAM, Sète, 2010
- Made in Pavé, Module ref 9030, texte de Jérome Cotinet, 2010
- Structures odysséennes, texte de Stéphanie Airaud, Vitry-surSeine, MAC/VAL, 2007
- Nouvelles pratiques du corps scénique, Patricia Brignone, Editions Al Dante, 2006
- Nicolas Floc’h In Other Words, textes de Ann Demeester, Léa Gauthier, Pierre Giquel, Emmanuelle Huynh, Philippe Van Cauteren, Nicolas Floc’h, Roma Publications, Amsterdam, Pays-Bas, 2005
- L’acte pour l’art, Arnaud Labelle-Rojoux, Editions Al Dante From Here to There, W139, Roma Publications, Amsterdam, Pays-Bas, 2004
- Storage and Display, Roma Publications, Arnhem, Pays-Bas, 2003
- Paul Ardenne, L’art dans son moment politique, collection Essais, La Lettre volée, Bruxelles, 2000
- Over the Edges, catalogue d’exposition, S.M.A.K., Gand, Belgique, 2000
- Nicolas Floc’h, texte de Pierre Giquel, catalogue de l’exposition, Chapelle du Genêteil, Château-Gontier, 2000
- Cross Currents, I Space, catalogue de l’exposition, Chicago, Etats-Unis, 1998
- Stop-Stop, Glasgow, Royaume-Uni, 1998
- Écriture Productive, Nicolas Floc’h, textes de Pierre Giquel, édition Zoo Galerie, Nantes, 1995
- Histoire des mots, Nicolas Floc’h, édition Zoo Galerie, Nantes, 1995
- Chantier d’artiste, catalogue de l’exposition, édition CRDC, Nantes, 1994